# 紐約市市長
紐約市市長（英語：Mayor of the City of New York）是紐約市政府的行政部門負責人，同時也是紐約市的行政長官。市長辦公室管轄市內所有市政服務、公共財產、警察和消防，以及大多數公共機構；並在紐約市境內執行所有市及州法。市長辦公室的預算由市長管理與預算辦公室監管，這是全美最大的市政預算，而在當前財年（2023年）的預算就多達1,108億美元。紐約市共計僱傭約325,000名公務人員；並每年花費大約210億美元以服務超過110萬名學生，這也是美國最大的公立學校系統。紐約市每年征收大約270億美元的市稅，並還從聯邦和州政府獲得140億美元。
市長的辦公室位於紐約市政廳；它管轄著紐約市的五個行政區：布朗克斯區、布魯克林區、曼哈頓區、皇后區和史泰登島區。市長可以任命諸多官員，這其中就包括副市長與許多市政機關及部門的長官。市長條例彙編于《紐約市法規》第43編。
根據現行法律，市長的任期僅限於連任兩屆四年任期，但可以在四年之後再度尋求連任。2008年10月23日，連任限制被修改為可以連續擔任三屆市長；當時的紐約市議會以29票比22票通過其為法律。但是在2010年有關重新將市長任期限制修改為兩屆的公民投票以壓倒性多數獲得通過。
紐約市現任市長為艾瑞克·亞當斯；他於2021年11月2日當選，並於2022年1月1日凌晨零時正式履職。

## 職位歷史
1665年，紐約州州長州長理查德·尼科爾斯任命托馬斯·威利特為紐約市的第一任市長。此後的156年，紐約市市長都是任命制，因而權力有限。1783年至1821年期間，市長改由委任理事會任命，但州長在委任理事會中擁有最大的發言權。1821年，由民選代表組成的市議會獲得了選舉市長的權力。《1834年紐約州憲法修正案》規定市長由民眾直接選舉產生。民主黨人科尼利厄斯·勞倫斯在同年當選。
自1942年菲奧雷洛·拉瓜迪亞當選之後，格雷西大廈便一直是市長的官邸。它的主層目前向公眾開放，類似一個小型博物館。
紐約市市長的年薪為258,750美元。而當億萬富翁邁克爾·布隆伯格於2002年至2013年擔任市長時，他拒絕了這筆薪水而是領取象征性的年薪1美元。
2000年，該市公立學校系統的直接控制權曾被移交給市長辦公室。但2003年又重組成立紐約市教育局。

### 坦慕尼協會
從工匠組織發展而來的坦慕尼協會逐步變成民主黨的政治機器；從1861年開始，該協會控制了民主黨在紐約州及紐約市的提名資格。它在1960年代紐約市政治中發揮了重要作用，並從費爾南多·伍德於1854年當選紐約市長到小羅伯特·瓦格納市長任期的期間內佔據著主導地位。它的最後一位政治領導人是非裔美國人的雷蒙德·瓊斯。

## 副職職位
紐約市市長可以任命幾名副市長來幫助監督市政府行政部門內的主要部門。但城市憲章沒有規定權力和職責，甚至副市長的人數。
該職位由菲奧雷洛·拉瓜迪亞設立；他當時任命格羅弗·惠倫為副市長，目的是處理市長因太忙而無法參加的儀式活動。此後，副市長全由市長任命並由其確定職責範圍。目前有五名副市長，全部直接向市長報告。大多數機構專員和部門負責人向其中一名副市長匯報，這賦予了該職位在市長行政管理機構中很大的權力。
在市長空缺或喪失能力的情況下，副市長無權繼任市長職務。紐約市市長的繼任順序是紐約市公共議政員，然後是紐約市審計長。

### 現任副市長
| 姓名                   | 職務頭銜             | 職權範圍                                                                                                   |
| ---------------------- | -------------------- | --- |
| 希娜·賴特              | 第一副市長           | 就全市行政、運營和政策事務向市長提供建議。                                                                 |
| 瑪麗亞·托雷斯-斯普林格 | 住房與經濟開發副市長 | 監督和協調經濟開發公司、交通局、建築局、城市規劃局、住房維護與開發局、紐約市住房開發公司及相關機構的運作。 |
| 安娜·威廉斯-伊索姆     | 健康與人類服務副市長 | 監督和協調人力資源署、無家可歸人員服務局、兒童服務署、紐約市公共醫療公司及相關機構的運作。                 |
| 米拉·喬希              | 工商經營副市長       | — |
| 菲爾·班克斯三世        | 公共安全副市長       | — |

### 知名前任副市長
| 姓名                   | 職銜                          | 任期          | 時任市長        |
| ---------------------- | ----------------------------- | ------------- | --------------- |
| 埃瑪·沃爾夫            | 市長幕僚長 / 行政管理副市長   | 2020年—2021年 | 比爾·白思豪     |
| 迪安·富萊汉            | 第一副市長                    | 2018年—2021年 | 比爾·白思豪     |
| 安東尼·肖里斯          | 第一副市長                    | 2014年—2017年 | 比爾·白思豪     |
| 薇姬·比恩              | 住房與經濟開發副市長          | 2019年—2021年 | 比爾·白思豪     |
| 艾麗西亞·格倫          | 住房與經濟開發副市長          | 2014年—2018年 | 比爾·白思豪     |
| 赫米尼婭·帕拉西奧      | 健康與人類服務副市長          | 2016年—2019年 | 比爾·白思豪     |
| 利利亞姆·巴里奧斯-保利 | 健康與人類服務副市長          | 2014年—2016年 | 比爾·白思豪     |
| 帕特里夏·哈里斯        | 第一副市長                    | 2002年—2013年 | 邁克爾·佈隆伯格 |
| 斯蒂芬·戈德史密斯      | 工商經營副市長                | 2010年—2011年 | 邁克爾·佈隆伯格 |
| 丹尼爾·多克托羅夫      | 未知                          | 2002年—2008年 | 邁克爾·佈隆伯格 |
| 羅伯特·斯蒂爾          | 經濟開發與重建副市長          | 2010年—2014年 | 邁克爾·佈隆伯格 |
| 丹尼爾·沃爾科特        | 教育副市長                    | 2002年—2011年 | 邁克爾·佈隆伯格 |
| 霍華德·沃爾夫森        | 政府事務副市長                | 2010年—2013年 | 邁克爾·佈隆伯格 |
| 喬·洛塔                | 市長幕僚長 / 財政與經濟副市長 | 1994年—1995年 | 魯迪·朱利安尼   |
| 小威廉·林奇            | 政府間關係副市長              | 1990年—1992年 | 丁勤時          |
| 蘭迪·丹尼爾斯          | 第一副市長                    | 1992年        | 丁勤時          |
| 巴里·沙利文            | 財政與經濟開發副市長          | 1992年—1994年 | 丁勤時          |
| 肯尼思·利珀            | 預算、稅務及經濟開發副市長    | 未知          | 郭德華          |
| 巴茲爾·帕特森          | 未知                          | 1978年—1979年 | 郭德華          |
| 赫爾曼·巴迪洛          | 未知                          | 1978年—1979年 | 郭德華          |
| 羅伯特·斯威特          | 未知                          | 1966年—1969年 | 約翰·林賽       |

## 任免職位
紐約市市長有權任免40多個市政機構的長官以及市政委員會的委員，這其中包括：
- 紐約市警察局長（英语：New York City Police Commissioner）
- 紐約市消防局長
- 紐約市刑事法院（英语：New York City Criminal Court）法官
- 紐約市法警（英语：New York City Marshal）
- 紐約市教育局長（英语：New York City Schools Chancellor）（截至2002年）
- 紐約市市長管理與預算辦公室（英语：New York City Mayor's Office of Management and Budget）
- 紐約市健康局長（英语：Commissioner of Health of the City of New York）

## 官守成員
紐約市市長是下列機構董事會的當然成員。
| - 美國自然史博物館 - 布魯克林音樂學院 - 布魯克林植物園 - 布魯克林兒童博物館 - 布魯克林藝術博物館 - 布魯克林公共圖書館 - 卡內基音樂廳 - 巴里奧博物館 - 林肯表演藝術中心 - 大都會藝術博物館 | - 猶太遺產博物館 - 紐約市博物館 - 九一一國家紀念博物館 - 紐約植物園 - 紐約科學館 - 紐約公共圖書館 - 紐約莎士比亞節 - 紐約市公共設計委員會 - 皇后區公共圖書館 - 皇后區植物園 | - 皇后區藝術博物館 - 水手溫暖港灣 - 史泰登島植物園 - 史泰登島兒童博物館 - 史泰登島歷史學會 - 史泰登島藝術與科學研究所 - 史泰登島動物園 - 波丘 - 國際野生生物保護學會 |

## 批評爭議
紐約市市長職位被稱為“美國第二難的工作”。據觀察，政客在擔任紐約市市長後很少當選任何更高的職位；最後一位後來獲得更高職位的市長是約翰·霍夫曼，他於1869年成為紐約州州長。前市長郭德華表示，這一職位的厄運是由於神的干預；而邁克爾·佈隆伯格則稱這種所謂的詛咒是“統計學上的僥倖事件”。

## 流行文化
當地小報經常將市長稱為，這是對“閣下”這一敬語稱呼的訛誤。
《政界小人物》是一部1990年代的情景喜劇，由邁克爾·福克斯擔任主演。邁克爾·福克斯在劇中飾演虛構的紐約市副市長，而這位虛構副市長的上級市長蘭德爾·溫斯頓（Randall Winston）則由巴里·博斯維克飾演。
多位紐約市市長曾出現在電視、電影以及百老匯舞台上，最著名的是《威爾·羅傑斯富麗秀》。而在1980年代和1990年代，時任紐約市市長郭德華及魯迪·朱利安尼曾多次出現在《週六夜現場》中，有時還會在節目中自嘲。朱利安尼和邁克爾·佈隆伯格都曾以市長身份出現在《法律與秩序》的劇集中。朱利安尼還在《宋飛傳》的“脫脂酸奶”一集中飾演了他自己。朱利安尼還曾在《老公出差》和《憤怒管理》等電影中客串。布隆伯格則曾出現在《我為喜劇狂》、《緋聞女孩》、《消消氣》及《百年酒館》等劇集中。

## 外部連接
- 官方网站